# イサキオス・コムネノス (ヨハネス2世の子)
イサキオス・コムネノス (ギリシア語: Ἰσαάκιος Κομνηνός; 1113年頃 - 1146年以降) は、コムネノス朝期のビザンツ帝国の皇族。ビザンツ皇帝ヨハネス2世コムネノスとハンガリー王女エイレーネー（ピロシュカ）の三男。父ヨハネス2世の死没時点では生存していた兄弟の中で最年長だったが、ヨハネス2世の意向によりイサキオスではなく弟マヌエル1世コムネノスが帝位を継いだ。その後はマヌエル1世に仕えたものの、兄弟関係は緊張したままだった。ヨハネス2世の小アジア遠征に従軍したことや、コンスタンティノープル総主教コスマス2世の熱心な信奉者だったことが知られているが、その他についてはあまり記録が残されていない。

## 生涯

### 前半生

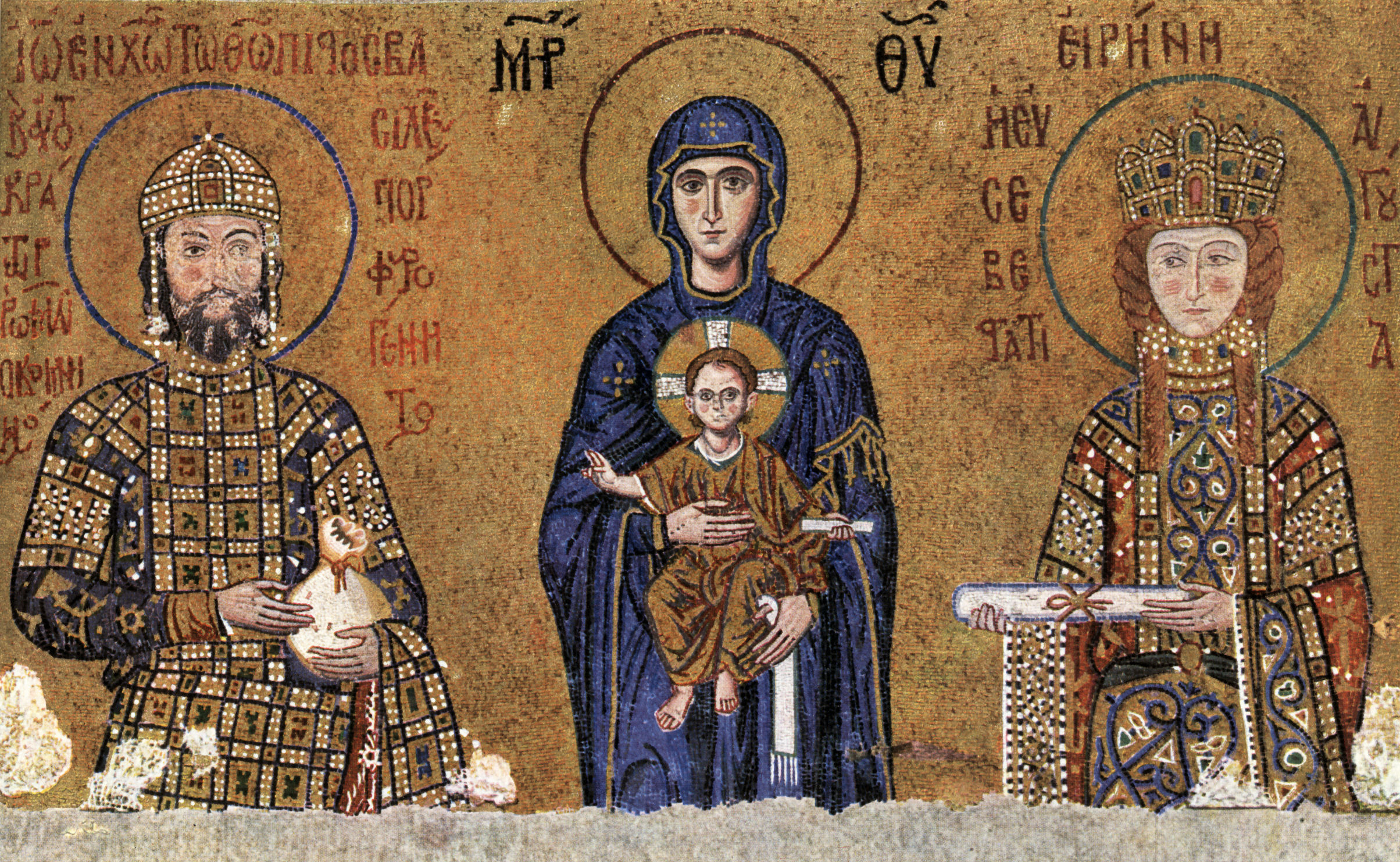
イサキオスの父ヨハネス2世（左）と母エイレーネ―（右）のモザイク画（アヤソフィア）

1113年ごろ、イサキオス・コムネノスはビザンツ皇帝ヨハネス2世コムネノス（在位: 1118年 - 1143年）とハンガリー王女エイレーネー（ピロシュカ）の間の三男として生まれた。1122年に長兄アレクシオスがヨハネス2世の共同皇帝となった際、イサキオスら他の兄弟はセバストクラトルの位を与えられた 。イサキオスは、外見は背が高く堂々としていたが、突然怒りを爆発させ人を厳しく罰する性向があり、あまり好かれてはいなかったという。ただこのイサキオスの性格を伝えているビザンツ資料の筆者は、彼の弟で後に皇帝となるマヌエル（1世コムネノス）（在位: 1143年 - 1180年）を明らかに贔屓している傾向がある点に留意が必要である。
歴史家ヨハネス・キンナモスによれば、イサキオスは1136年のキリキア・アルメニア遠征に従軍した。アナザルブスを包囲した際、ビザンツ軍の木製攻城兵器を焼き払おうと敵の守備隊が熱した鉄を投げつけてくるので、イサキオスはヨハネス2世に攻城兵器を煉瓦で覆うよう進言したという。この策が功を奏し、ビザンツ軍はアナザルブスを攻略して町を占領した。1142年のヨハネス2世のアナトリア南部遠征にも同行した。この遠征中、長兄アレクシオスと次兄アンドロニコスが相次いで急死するという事態が起きた。アレクシオスが死去した際、アンドロニコスがその遺体を首都コンスタンティノープルへ送る任を命じられ、イサキオスもそれに同行して帰途に就いたが、その道中でアンドロニコスも倒れたため、イサキオスは2人の兄の遺体をコンスタンティノープルへ連れ帰ることとなった。

### 継承危機
すべての兄が世を去ったことで、イサキオスが有力な帝位継承者候補となったことは明白だった。ところが1143年春、キリキア遠征中にみずからも死の床に就いたヨハネス2世は、イサキオスではなく、その弟である四男マヌエルを後継者に指名した。このような帝位継承が行われた原因は不明であるが、同時代のビザンツ史家たちは、マヌエルの方が優れた資質を持っていたからだろうと推測している。また当時のビザンツ帝国では、必ずしも長子相続が絶対というわけではなかったと主張している。一方で同時代のラテン人歴史家ギヨーム・ド・ティールは、ヨハネス2世が軍を率いた遠征先でヨハネス2世が没し、そこにいたマヌエルが無事に軍を率いて帰還し自身の能力を示したことが重要だったと主張している。対するイサキオスは、先にコンスタンティノープルへ帰っていたため不在だった。ギヨームによれば、ヨハネス2世の親友で有力な最側近だったメガス・ドメスティコス（軍総司令官）ヨハネス・アクスークは、生前のヨハネス2世に翻意してイサキオスを後継に指名するよう粘り強く説得を続けていた。しかしヨハネス2世が押し切ってマヌエルを後継指名する決断を下してからは、アクスークはその遺志を断固として遂行し、マヌエル支持にまわった。
一方のイサキオスは、コンスタンティノープルの宮殿や皇帝のレガリアにすぐ手が届く場所にいたという点では優位に立っており、マヌエルの帝位継承を脅かし得る最大の懸念事項となっていた。ニケタス・コニアテスによれば、アクスークはマヌエルの命を受けてコンスタンティノープルへ急行し、ヨハネス2世死去の報が首都に届くより先に宮殿を制圧し、不測の事態を防ぐためイサキオスを拘束し、かつてヨハネス2世夫妻が建立したパントクラトール修道院へ幽閉した。なおヨハネス・キンナモスはアクスークがこの継承危機における動向を特に伝えておらず、ギヨーム・ド・ティールは名前不詳のミスティコス（秘書官）がイサキオスの帝位掌握阻止に活躍したとしている。コンスタンティノープル住民の多くはイサキオスがマヌエルより帝位にふさわしいと考えていたが、ここに至ってイサキオスは帝位継承を諦め、マヌエル1世に譲らざるを得なくなった。6月27日にコンスタンティノープルへ帰還したマヌエル1世は、危機は去って自身の地位はすでに固まったと判断し、兄イサキオスを解放した。

### マヌエル1世期
その後の兄弟は、ぎくしゃくした関係が続いた。例えばイサキオスはコンスタンティノープル総主教コスマス2世の熱烈な信奉者だったが、コスマス2世は1146/7年にマヌエル1世を廃しイサキオスを帝位につけようとする陰謀を企んだと告発され、1147年2月にマヌエル1世の命で廃位されるという事件があった。
1145年から1146年にかけて、マヌエル1世はルーム・セルジューク朝の首都コンヤを攻略するべく親征に出た。アクスークらとともに、イサキオスも幹部の将軍として参陣した。ヨハネス・キンナモスによれば、この遠征中に彼らコムネノス家の面々が、マヌエル1世と亡父ヨハネス2世の将才をめぐって激しい口論を繰り広げる事件が起きた。イギリスのビザンツ史家ポール・マグダリーノの解釈によると、まずアクスークがヨハネス2世を褒めたたえるあまり無礼にマヌエル1世を詰りはじめると、イサキオスもそれに同調して声高にマヌエル1世を批判した。議論が高じた末、イサキオスはかっとなって剣を抜き、マヌエル1世を擁護する従弟アンドロニコス（後の皇帝アンドロニコス1世コムネノス）を斬りつけるに至った。マヌエル1世や他の親族に庇われアンドロニコスは事なきを得たが、マヌエル1世が軽傷を負った。その後、イサキオスは罰として数日間マヌエル1世への目通りを禁じられた。アクスークは、皇帝が特許を出すための玉璽を使う特権を剥奪されたという。なおこの事件を伝えているキンナモスのテキストは保存状態が悪く、フェルディナン・シャランドンやCharles M. Brandといった以前のビザンツ史家たちは異なる解釈をしている。彼らによれば、この事件は1154年に起きたもので、キンナモスが「メガス・ストラタルケス」と記しているのはアクスークではなくイサキオスであり（つまりこの事件にアクスークは関係していない）、さらにイサキオスがマヌエルから玉璽を奪ったとしている。
これ以降、イサキオスについての言及は史書に登場せず、彼のその後の動向は不明である。

## 家族

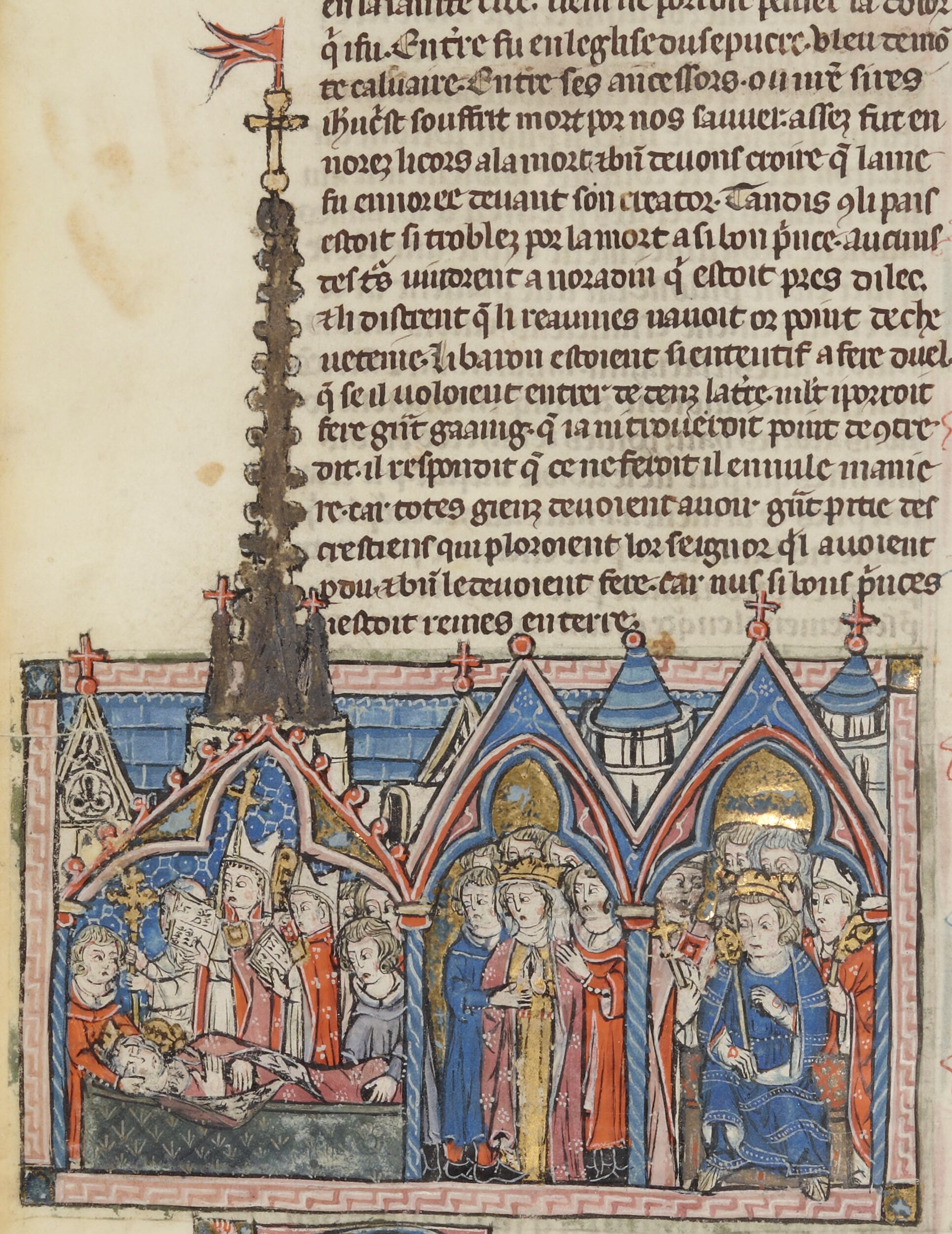
夫のエルサレム王ボードゥアン3世を看取る、イサキオスの娘テオドラ・コムネナ（ギヨーム・ド・ティールの歴史書の挿絵）

イサキオスの最初の妻はテオドラという名であったが、家系も生涯も不明である。おそらく彼女は1142/43年頃に死去し、イサキオスはエイレーネー・ディプロシナデナという女性と再婚した。この名は、彼女の両親がいずれもシナデノス家出身であったことを意味する。イサキオスとテオドラの間には、以下の5人の子（二男三女）が生まれた。
- アレクシオス (1132年ごろ – 1136年10月以前)：夭折。祖父ヨハネス2世が建立したパントクラトール修道院（英語版）のティピコン（英語版）（奉事例）やテオドロス・プロドロモス（英語版）の詩にその名が見られる[19]。
- 女子 (1133年ごろ生)：おそらく名はエイレーネ―。名前不詳のドゥーカス・カマテロス家の人物（グレゴリオス・カマテロス（英語版）と、アレクシオス1世コムネノスの姪エイレーネー・ドゥーカイナの間の孫）と結婚した。子の中に、キプロス島で帝位僭称し第3回十字軍のイングランド王リチャード1世と戦ったイサキオス・コムネノス（英語版）がいる[20]。
- ヨハネス (1134年ごろ - 1136年10月以前)：夭折。パントクラトール修道院のティピコンやテオドロス・プロドロモスの詩にその名が見られる[21]。
- 女子：おそらく名はアンナ。裕福な地主・軍人のコンスタンティノス・マクロドゥカス（英語版）と結婚した[22]。
- マリア (1140年ごろ生)：当初神聖ローマ皇帝フリードリヒ1世と婚約したが、のち1156年にハンガリー王イシュトヴァーン4世と結婚した[23]。

エイレーネー・ディプロシナデナとの間には以下の二女が生まれた。
- テオドラ（英語版） (1145年ごろ – 1185年以降)：1158年にエルサレム王ボードゥアン3世と結婚。夫の死後、後のビザンツ皇帝アンドロニコス（1世コムネノス）の愛人になった[24]。
- エウドキア（英語版）：モンペリエの領主ギヨーム8世（英語版）と結婚した[25]。